# Абдулай Аскофаре
Абдула́й Аскофаре́ (Abdoulaye Ascofaré; *20 квітня 1949, Гао, Французький Судан, тепер Малі) — малійський поет і кінорежисер.

## З життєпису
Аскофаре закінчив відділення драматичного мистецтва в Національному інституті мистецтв Малі в Бамако (1972), відтоді працював радником з питань культури малійського Міністерства молоді та спорту, а також на місцевому радіо.
Радіоведучим, переважно програм для молоді, був до 1978 року, відколи почав викладати у alma mater. 
У 1984 році отримав диплом кінознавця у Всесоюзному державному інституті кінематографії (нині Інститут кінематографії імені Герасимова) у Москві (РСФСР, СРСР), а наступного (1985) року почав працювати режисером у Національному центрі кінематографічного виробництва в Бамако.
Починаючи від 1991 року зпродюсував декілька короткометражних стрічок, і 1997 року зняв свій перший широкий метр «Фарау, мати пісків» (Faraw, une mère des sables), який розповідає про повну добу з життя сонгайської жінки. Стрічка отримала «Золотий Баярд» за художній креатив на кінофестивалі в Намюрі 1997 року.
Як поет А. Аскофаре опублікував збірку віршів «Приручення мрії» (Domestiquer le rêve).

## Фільмографія
- Welcome (1981)
- M’sieur Fane (1983)
- L’Hôte (1984)
- Sonatam, un quart de siècle (1990)
- Faraw, une mère des sables (1997)